# Týnec nad Labem
Týnec nad Labem este un oraș din Cehia.
Are 3 cartiere: Týnec nad Labem, Lžovice și Vinařice.

## Personalități
Feldmareșalul Michael von Melas a murit aici și este îngropat în oraș.

## Galerie

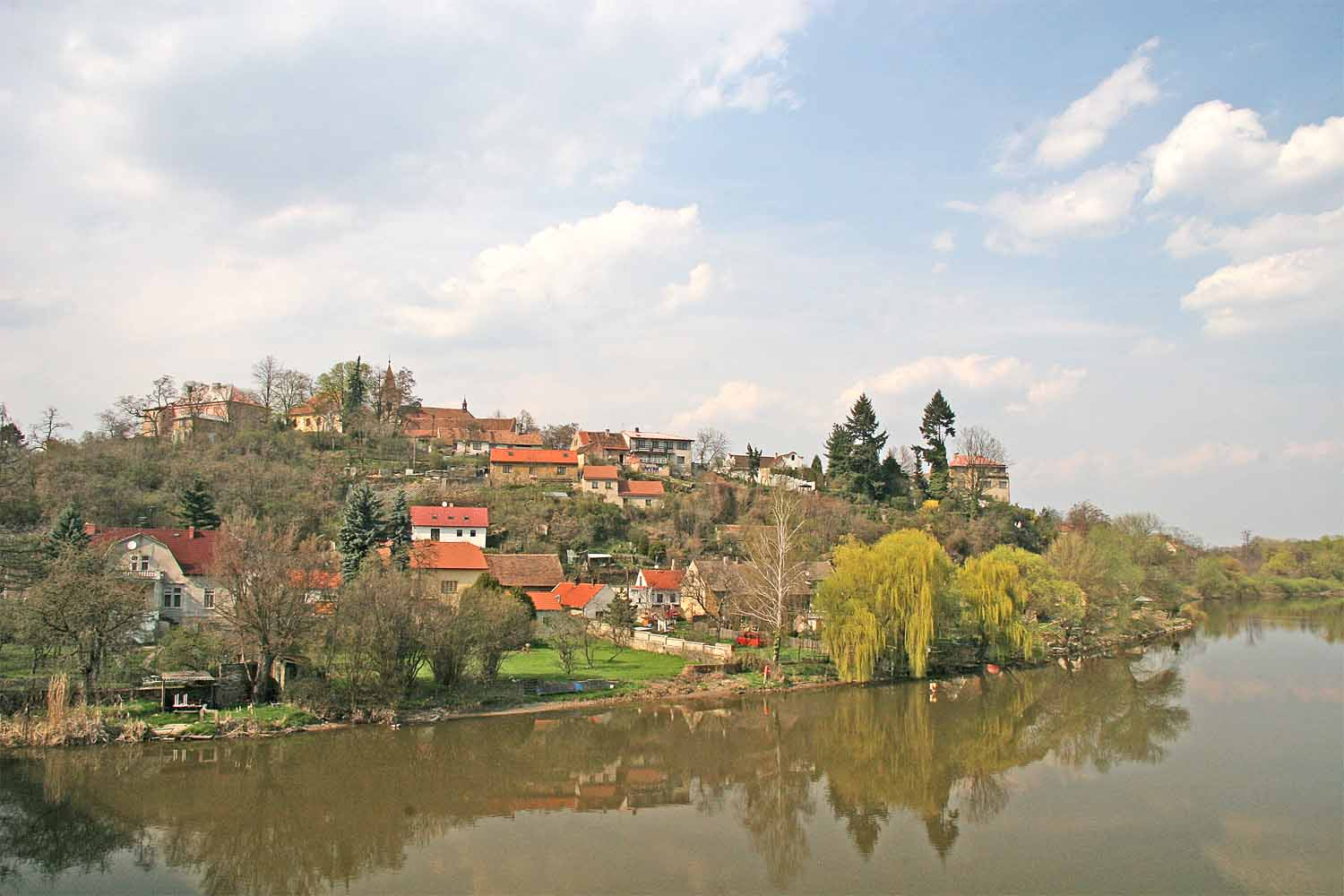
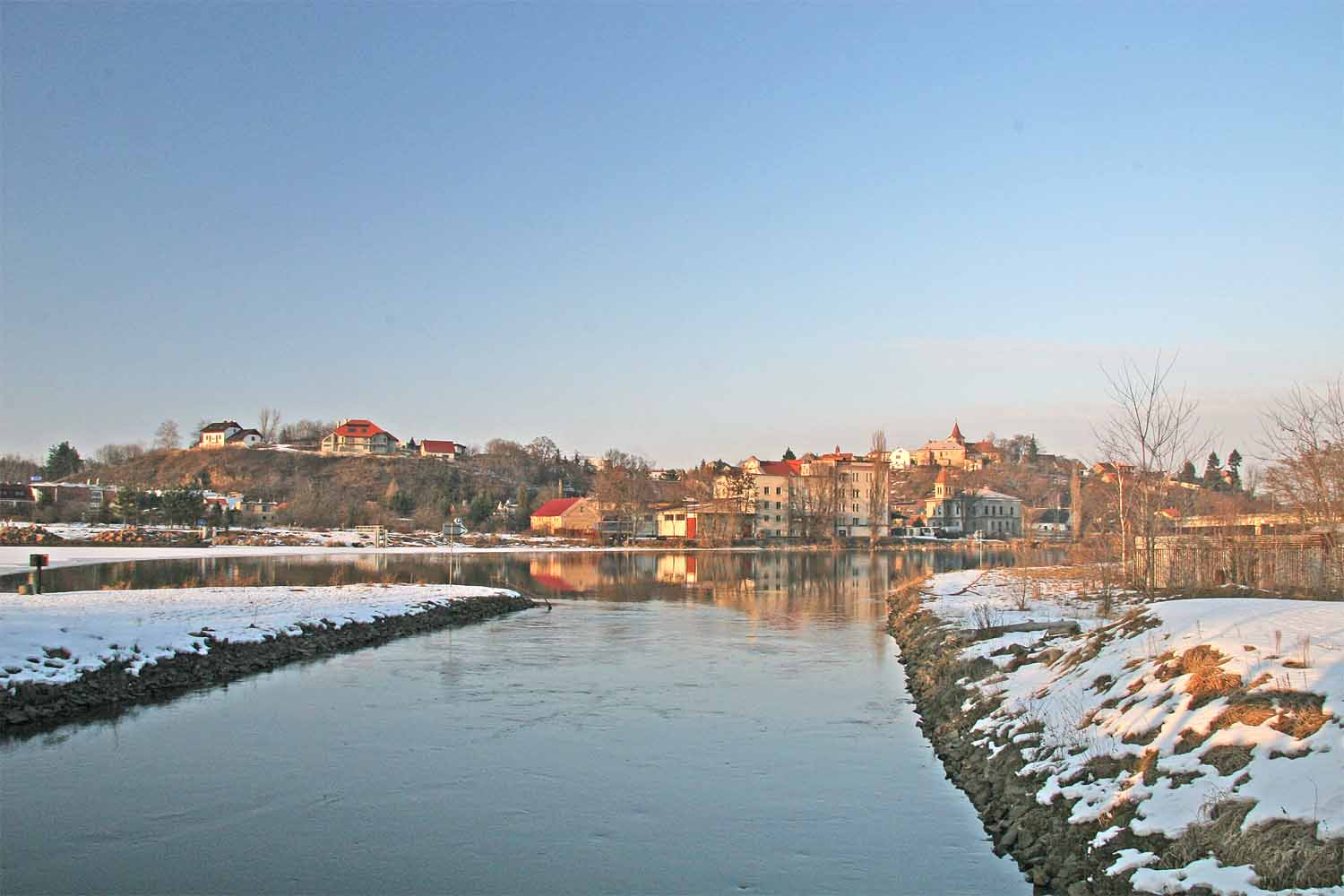
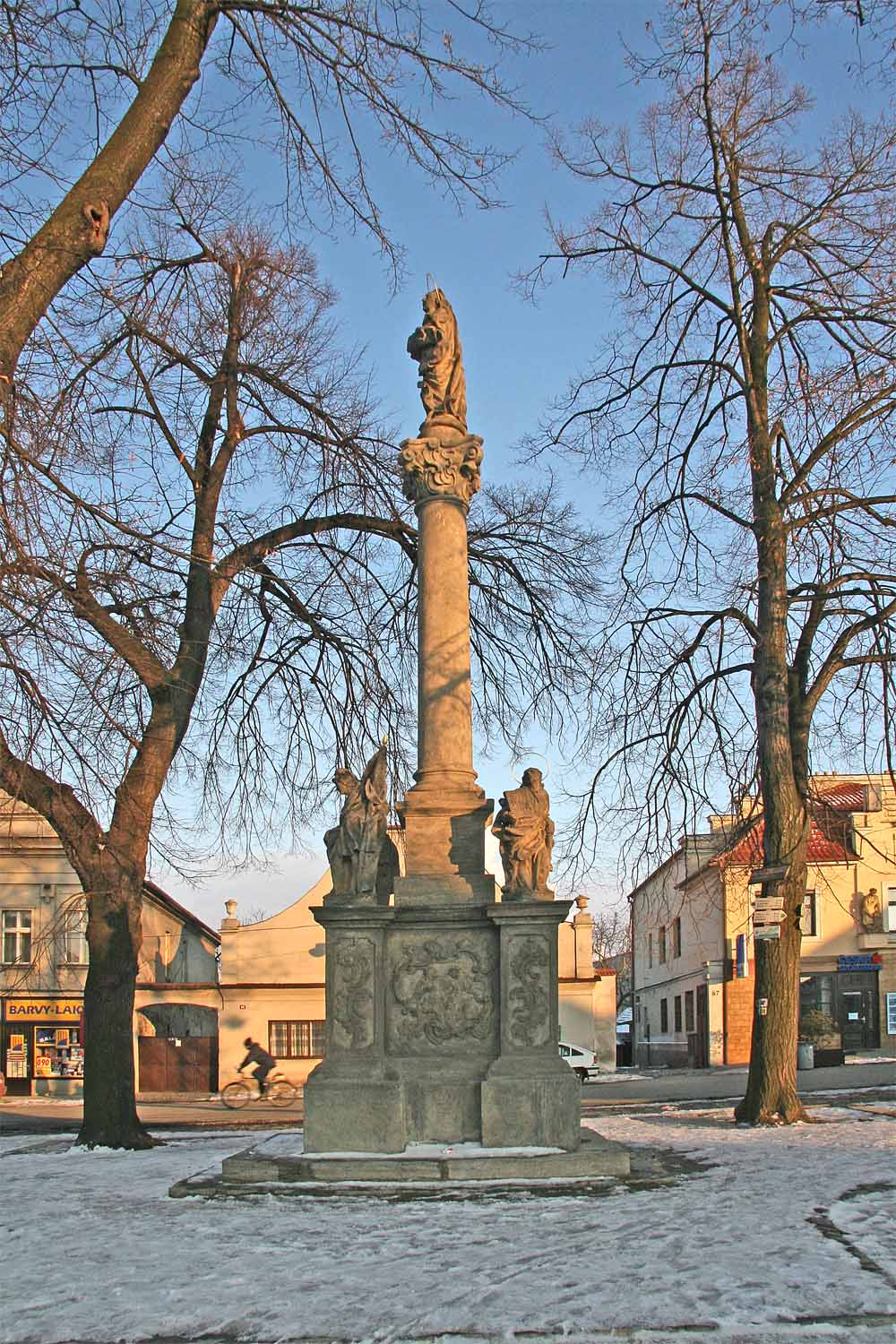
Columna Maria
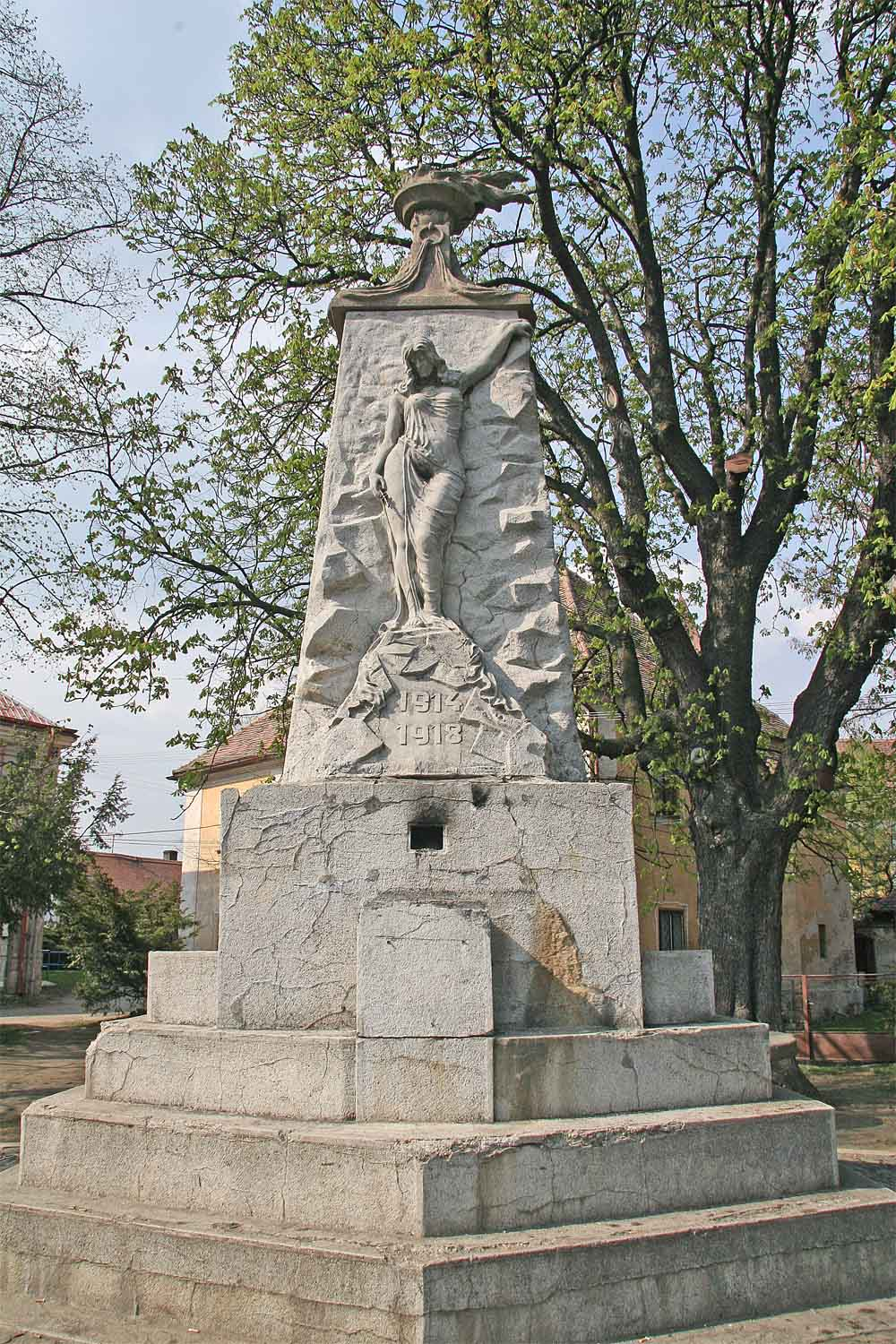
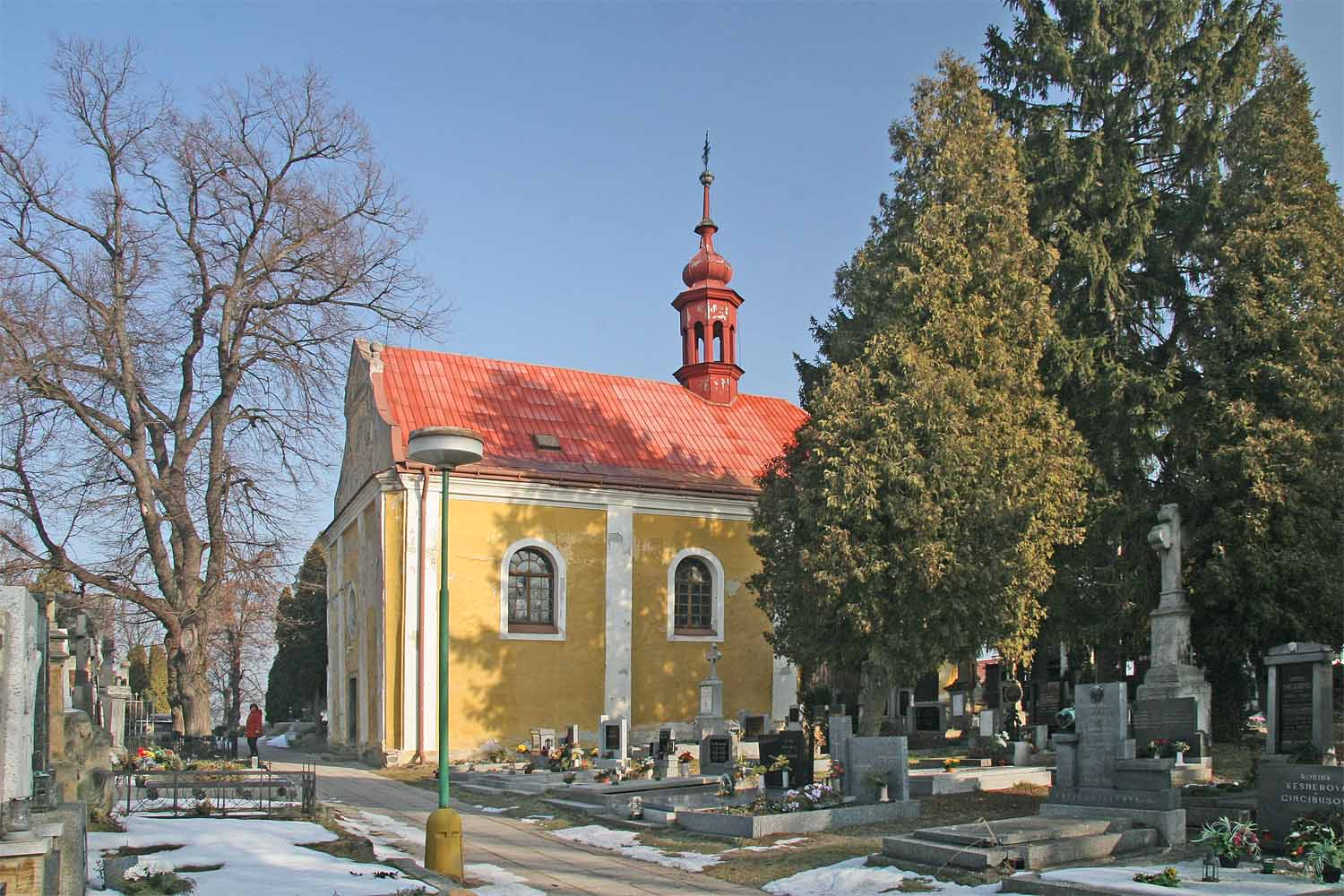
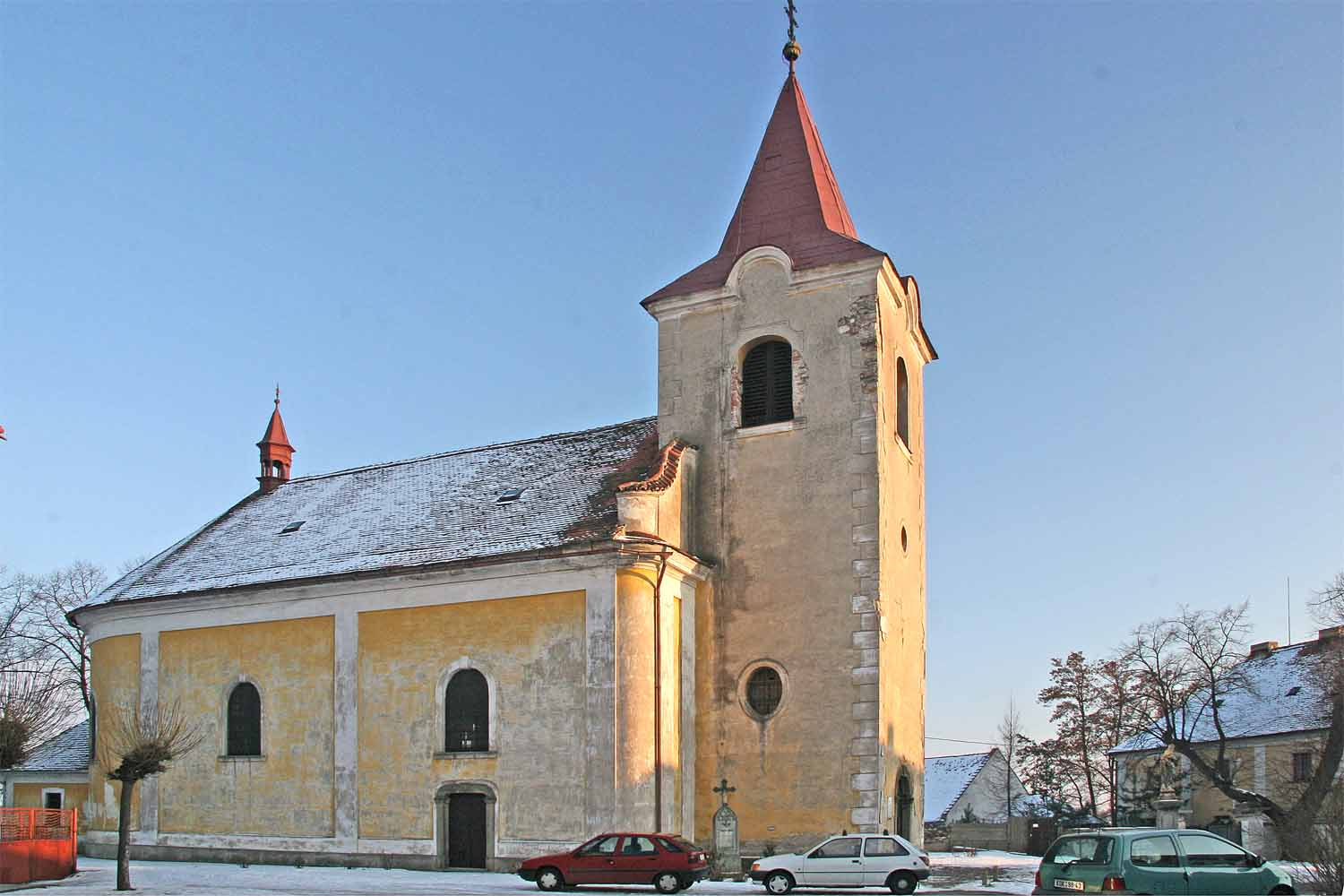
Biserica Sf. Ioan
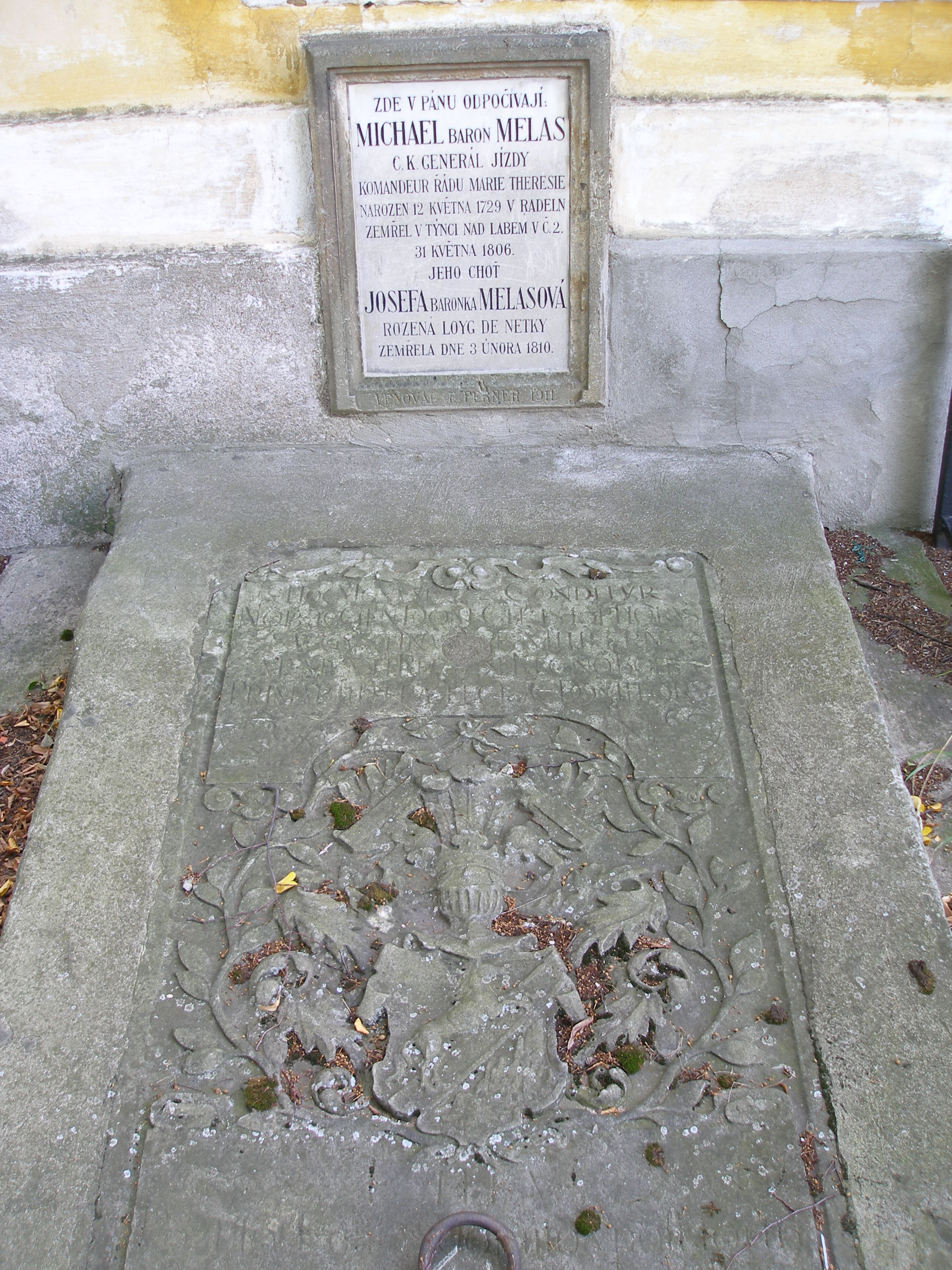
Mormântul lui Michael von Melas și al soției